# Чальмны-Варрэ
Чальмны-Варрэ (до 1932 года — Ивановка) — нежилая деревня в среднем течении реки Поной (Мурманская область). Название в переводе с саамского языка означает «видимый лес» (или «глаза леса»).

## История
До 1917 года на этом месте находилось кладбище каменских саамов, кочевавших вдоль реки Поной. Каменские саамы занимали труднодоступный, удаленный от всяких путей район и вплоть до первых десятилетий XX века жили довольно изолированно. Их внешние контакты ограничивались, как правило, нечастыми зимними выездами в Варзугу (летнего пути туда не было). В 1917 в Чальмны-Варрэ поселилась первая семья коми-ижемца Ивана Артиева, которая положила начало возникшей здесь позже деревне Ивановке, названной так по имени первопоселенца. С началом коллективизации в 1930-х годах сюда переехали и саамы Каменского погоста. В 1960-х годах в связи с проектом строительства на Поное гидроэлектростанции и предполагаемым затоплением этого участка все население деревни переселилось в лежащее выше по Поною село Краснощелье. В 1971 году деревня была исключена из списков населенных пунктов Мурманской области.

## Исследования
В 1970-е годы в Чальмны-Варрэ и Иоканьгу была организована экспедиция для изучения погребального обряда саамов; были проведены раскопки кладбища каменских саамов, где обследовано 52 погребения конца XIX — начала XX вв.

### Петроглифы
В 1973 близ урочища Чальмны-Варрэ археологом В. Я. Шумкиным обнаружены шесть камней, на плоской поверхности которых высечены различные изображения — петроглифы. Они высечены на поверхности шести валунов, самый крупный из которых имеет площадь почти 7 м². Число изображений на них колеблется от 2—3 до 60. Изображены сцены охоты на оленей и лосей, камлания шамана, рождения олененка. Исследователи относят время создания рисунков к II—I тыс. до н. э.
По словам Н. Н. Гуриной, в них как по содержанию, так и по форме имеются определенные точки соприкосновения с петроглифами Карелии.
Сейчас в Чальмны-Варрэ доступны для осмотра пять камней с петроглифами, шестой в марте 1988 года был вывезен в музей истории, культуры и быта кольских саамов в селе Ловозеро.

## Известные личности
Чальмны-Варрэ — родина первой российской саамской поэтессы Октябрины Вороновой.